# Propalaehoplophorus
Propalaehoplophorus — вымерший род млекопитающих семейства глиптодонтов, родственный нынешним броненосцам. Обитал на территории Боливии в миоцене.

## Виды
- Propalaehoplophorus australis
- Propalaehoplophorus minor